# Witalis (patriarcha Antiochii)
Witalis – 21. patriarcha Antiochii; sprawował urząd w latach 314–320.